# Разрешимая группа
Разрешимая группа — группа, ряд коммутантов которой заканчивается на тривиальной группе.
Понятие возникло в теории Галуа в связи с вопросом о разрешимости алгебраических уравнений в радикалах: алгебраическое уравнение разрешимо в радикалах тогда и только тогда, когда его группа Галуа разрешима.

## Эквивалентные определения
Разрешимая группа — группа {\displaystyle G}, такая что убывающий ряд
{\displaystyle G\triangleright G^{(1)}\triangleright G^{(2)}\triangleright \cdots ,}
в котором каждая следующая группа является коммутантом предыдущей, рано или поздно приводит к тривиальной подгруппе.
Можно доказать, что если {\displaystyle H} — нормальная подгруппа в {\displaystyle G}, {\displaystyle H} разрешима и факторгруппа {\displaystyle G/H} разрешима, то {\displaystyle G} разрешима. Следовательно, следующее определение эквивалентно первому:
Разрешимая группа — это группа, для которой существует хотя бы один субнормальный ряд, в котором факторгруппы абелевы. Это значит, что существует цепочка подгрупп {\displaystyle \{1\}=G_{0}\leqslant G_{1}\leqslant \cdots \leqslant G_{k}=G}, такая что {\displaystyle G_{j-1}} является нормальной подгруппой {\displaystyle G_{j}}, и {\displaystyle G_{j}/G_{j-1}} — абелева группа.

## Свойства
- Разрешимость конечной группы эквивалентна существованию субнормального ряда, в котором все промежуточные факторы циклические конечного порядка. Последнее следует из теоремы о классификации конечнопорождённых абелевых групп.
- Если две группы разрешимы, то их прямое произведение (и даже полупрямое произведение) разрешимо.
- Всякая подгруппа и факторгруппа разрешимой группы разрешима[1].
- Согласно теореме Бёрнсайда, любая группа, порядок которой делится менее чем на три различных простых числа, разрешима.
- Согласно теореме Файта — Томпсона, конечная группа нечётного порядка разрешима.

## Примеры
- Все абелевы группы и все нильпотентные группы разрешимы.
- Симметрическая группа {\displaystyle S_{n}} является разрешимой тогда и только тогда, когда {\displaystyle n\leqslant 4}.
- Группа невырожденных верхних треугольных матриц {\displaystyle \mathbf {UT} _{n}} разрешима.
- Свободная группа ранга больше единицы не является разрешимой.
- Все группы порядка, меньшего чем 60, разрешимы. Неразрешимая группа наименьшего порядка — это знакопеременная группа {\displaystyle A_{5}} порядка 60.